# Луаньчжоу
Луаньчжо́у (кит. упр. 滦州, пиньинь Luánzhōu) — городской уезд городского округа Таншань провинции Хэбэй (КНР).

## История
Когда кидани в 923 году захватили область Пинчжоу, то выделили из неё область Луаньчжоу (滦州). Во времена империи Цин в подчинении области не осталось ни одного уезда. После Синьхайской революции в Китае была произведена реформа структуры административного деления, в ходе которой области были упразднены, и в 1913 году область Луаньчжоу была преобразована в уезд Луаньсянь (滦县).
В 1949 году был образован Специальный район Таншань (唐山专区), и уезд вошёл в его состав. В 1954 году к уезду Луаньсянь был присоединён уезд Луаньнань, но в 1963 году был выделен вновь. В 1968 году Специальный район Таншань был переименован в Округ Таншань (唐山地区). В 1983 году решением Госсовета КНР город Таншань и округ Таншань были расформированы, и уезд Луаньсянь вошёл в новосозданный Городской округ Таншань.
В сентябре 2018 года уезд Луаньсянь был преобразован в городской уезд Луаньчжоу.

## Административное деление
Городской уезд Луаньчжоу делится на 4 уличных комитета и 10 посёлков.